# … und noch frech dazu!
… und noch frech dazu! ist ein 1959 entstandener deutscher Spielfilm von Rolf von Sydow über Jugendrivalitäten mit einer Reihe von Jungschauspielern, die später zu Berühmtheit gelangten.

## Handlung
In einer bundesdeutschen Großstadt der ausgehenden 1950er Jahre. Der Spielsalon „Dorado“ ist Treffpunkt einer jugendlichen Motorradgang, die von dem brutalen Halbstarken „Bulle“ angeführt wird. Sie glauben, sich alles herausnehmen zu können, und legen sich auch gern mal mit anderen jungen Leuten an, die ihnen nicht in den Kram passen. Dazu zählen die Jazzmusikfreunde „Westend Vier plus Drei“ mit dem jungenhaft-blonden Fred, dem Bandleader, an der Spitze und sieben weiteren Musikern samt deren Freundinnen. Die Jungmusiker glauben, hier endlich eine Location gefunden zu haben, wo sie ihren Jazzkeller, den sie einfach nur „Schuppen“ nennen wollen, aufmachen können. Bulle und seine Kumpels haben erwartungsgemäß etwas dagegen und machen derart Rabatz, dass die Eröffnung des Jazzkellers zum Fiasko wird. Es kommt zum Handgemenge, das in eine handfesten Rauferei ausartet, und alle müssen auf die Polizeiwache.
Die Eltern der musikbegeisterten Jugendlichen sind entsetzt, wohin das Faible für Jazz führen kann, zumal sie diese Art von Musik sowieso für mehr als nur anrüchig erachten. Die Liebe zu ihren Jam-Sessions wollen sich Fred und seine Freunde aber nicht verbieten lassen, und so suchen sie sich eine andere Örtlichkeit, wo sie ein Jazzkonzert auf die Beine stellen können. Doch auch hier kommen ihnen „Bulle“ und seine Schlägertypen in die Quere, doch diesmal nicht, um erneut zu zeigen, wer hier das Sagen hat, sondern mit einem geplanten Verbrechen. Vor der Konzerthalle auf dem Parkplatz will Bulle einen Raubzug starten. Als Bulles Kumpel Rockie dies verhindern will, schlägt er ihn hart zu Boden. Die Polizei greift ein und nimmt Bulle fest. Allmählich begreift auch er, dass sein Leben so nicht weitergehen kann. Als sich die Wogen geglättet haben, können die Jazzfreunde endlich ihre Session starten.

## Produktionsnotizen
… und noch frech dazu!, dessen Arbeitstitel Lange Hosen – kurze Haare lautete, entstand im Herbst 1959 und wurde am 6. Januar 1960 im Ufa-Palast in Essen uraufgeführt. Die österreichische Erstaufführung fand am 25. März 1960 statt. In Dänemark lief der Film im Februar 1961 unter dem Titel Fart, jazz og piger an. Der englische Titel lautete: And Saucy at That. Der Film entstand infolge diverser Halbstarken-Filme, die mit dem gleichnamigen Streifen von Georg Tressler 1956 ihren bundesrepublikanischen Anfang fanden.
Für die Bauten zeichneten Hanns H. Kuhnert und Wilhelm Vorwerg verantwortlich, die Kostüme entwarf Helmut Holger. Hans Joachim Wieland war Produktionsleiter.

## Kritiken
„Die dem Ufa-Nachwuchs gönnerhaft gewährte Gelegenheit zu abendfüllender Bewährung führte zu einem optisch-akustischen Tohuwabohu. Die Berliner Jungfilmer – die zwar den Jazzkeller-Jargon, nicht aber die Faustregeln der Filmdramaturgie beherrschen – bastelten in studentisch-eifriger Manier eine bedeutungsarme Bilderfolge zusammen. Darin unterteilen sie die Angehörigen der jungen Generation in Jazzfreunde und Motorradfahrer und suggerieren dem Kinogänger den Eindruck, daß Deutschlands Jugend in jedem Falle Krach macht. Die Moral dieses erbarmungswürdigen Ufa-Films, Jazzende Bürgerkinder erweisen sich durchweg als charakterfest, junge Motorradler sind dagegen bereits früh dem Gangstertum verfallen.“

„Was als realistischer Film über die ‚jungen Leute von heute‘ gedacht war, entpuppt sich als schlecht und nach Klischee konstruierte Halbstarken-Moritat. Einzig interessant: später bekannte Darsteller in ihren frühesten Rollen, vor allem aber die breiten Jazzmusik-Einlagen mit Oscar Pettiford, Benny Bailey, Hans Koller, Albert Mangelsdorff und vielen anderen, die die damalige Blüte des Jazz in Deutschland dokumentieren.“